# بمب‌گذاری اتوبوس ۲۰۱۲ بورگاس
بمب‌گذاری اتوبوس ۲۰۱۲ بورگاس یک حمله تروریستی بود که توسط یک بمب‌گذار انتحاری صورت گرفت. او به یک اتوبوس مسافربری حامل گردشگران اسرائیلی در فرودگاه بورگاس در بلغارستان، در ۱۸ ژوئیه ۲۰۱۲ خود را منفجر کرد. این اتوبوس پس از ورود با پرواز از تل آویو، ۴۲ اسرائیلی، عمدتاً جوانان از فرودگاه به هتل‌های خود منتقل می‌کرد. این انفجار منجر به کشته شدن راننده اتوبوس بلغاری و پنج اسرائیلی شد و ۳۲ اسرائیلی را زخمی کرد که منجر به محکومیت بین‌المللی بمب‌گذاری شد.
در فوریه ۲۰۱۳، تسوتان تسوتانوف، وزیر کشور بلغارستان گفت که شواهد «مستدل» وجود دارد که حزب‌الله لبنان در پشت این حمله است. تسوتانوف اظهار داشت که این دو مظنون دارای گذرنامه کانادایی و استرالیایی بوده و در لبنان زندگی می‌کردند. به گفته یوروپل، شواهد پزشکی قانونی و منابع اطلاعاتی همه به مشارکت حزب‌الله در انفجار اشاره دارند. ایران و حزب‌الله هر دو دخالت را انکار کرده‌اند. در ۵ ژوئن ۲۰۱۳، وزیر امور خارجه جدید بلغارستان کریستین ویگنین اظهار داشت: "هیچ مدرک قطعی در مورد تأثیر حزب‌الله در بمب گذاری در ژوئیه ۲۰۱۲ در بورگاس وجود ندارد. مقامات به جمع آوری شواهد ادامه می‌دهند. " با این حال، دو هفته بعد یک نماینده بلغارستان در اتحادیه اروپا فاش کرد که محققان شواهد جدیدی را کشف کردند که عوامل حزب‌الله را در ارتباط با حملات تروریستی نقش دارد. محققان دریافتند که اسناد جعلی مورد استفاده عاملان این حمله توسط شخصی که با حزب‌الله ارتباط دارد ثابت می‌شود. در ژوئیه ۲۰۱۳، تسوتلین یوچف، وزیر کشور تازه منصوب بلغارستان اظهار داشت: «نشانه‌های واضحی وجود دارد که می‌گوید حزب‌الله در پشت بمب گذاری بورگاس است.»
در ۲۵ ژوئیه ۲۰۱۳، وزارت کشور بلغارستان عکس‌هایی از دو عامل حزب‌الله مظنون به بمب‌گذاری را منتشر کرد: مالید فرح شهروند استرالیا (معروف به «حسین حسین») و حسن الحاج شهروند کانادایی. در سال ۲۰۱۳ و با توجه به واکنش‌ها به بمب‌گذاری، اتحادیه اروپا به اتفاق آرا رأی داد تا شاخه نظامی حزب‌الله را در فهرست فهرست گروه‌های تروریستی قرار دهد.
در ۱۸ ژوئیه ۲۰۱۴، بلغارستان اعلام کرد که بمب‌گذار را به عنوان یک شهروند دوجانبه لبنانی-فرانسوی به نام محمد حسن الحسینی شناسایی کرده‌اند.

## حمله
در انفجار یک اتوبوس تور اسرائیلی در فرودگاه بورگاس در شهر بورگاس دریای سیاه، با حدود ۲۰۰۰۰۰ نفر جمعیت و وسعت تقریباً ۴۰۰ کیلومتر در (۲۵۰ مایل) شرق پایتخت بورگاس، صوفیه، هفت نفر (از جمله عامل انتحاری) کشته و حداقل سی و دو نفر زخمی شدند. علاوه بر این، در این انفجار دو اتوبوس دیگر نیز آسیب دیدند.
رهبران بلغارستان، از جمله روسن پلونلیف، رئیس‌جمهور، به این حمله واکنش تندی نشان دادند. وزارت امور خارجه گفت مقامات معتقدند که این انفجار یک حمله تروریستی است. طبق گزارشات اولیه مقامات بلغارستان، انفجار ناشی از بمب در محفظه چمدان بوده‌است. با این حال، بعداً توسط یک مقام بلغاری استدلال شد که این انفجار احتمالاً توسط یک بمب‌گذار انتحاری مرد با اسناد جعلی آمریکا انجام شده‌است.
یک کودک ۱۱ ساله و دو زن باردار از جمله مجروحان بودند در حالی که زن باردار دیگری کشته شد. مصطفی کیوسف، راننده اتوبوس بلغاری نیز در سن ۳۶ سالگی کشته شد.
بازماندگان این حمله مردم را به هوا پرتاب کردند، مردم فریاد می‌زدند و گریه می‌کردند، و یادآوری دیدن اعضای بدن را به یاد آوردند. شاهدان گفتند که انفجار از جلوی اتوبوس آغاز شد و آتش را از طریق خودرو به پایین منتقل کرد. برخی از مسافران اتوبوس برای فرار از پنجره‌ها به بیرون پریدند.
دو روز پس از حمله، تسوتان تسوتانوف، وزیر کشور بلغارستان گفت که این بمب در کوله پشتی شخصی حمل شده که توسط دوربین‌های امنیتی در فرودگاه فیلمبرداری شده‌است. تسوتانوف افزود که بمب در محفظه چمدان اتوبوس منفجر شد و این انفجار ناشی از ۳ کیلوگرم پودر TNT بود. در سال ۲۰۲۰، بمب به عنوان یک دستگاه مبتنی بر آمونیوم نیترات شناسایی شد.

### کشته شدگان
| - Maor Harush (24) Acre — جهانگرد اسرائیلی - ایتزیک کولنگی (۲۸) پته تیکوا، اسرائیل - جهانگردان اسرائیلی - مصطفی کیوسوف (۳۶) یوروکووو، بلغارستان - راننده اتوبوس | - امیر مناشه (۲۸) پته تیکوا، اسرائیل - جهانگردان اسرائیلی - الیور پریس (۲۵) اکر، اسرائیل - جهانگردان اسرائیلی - کوچاوا شریکی (۴۲، باردار) ریشون لزیون، اسرائیل - جهانگردان اسرائیلی | - محمد حسن الحسینی (۲۵) فرانسه - بمب‌گذار، تابعیت دوجانبه لبنان و فرانسه |

## تحقیقات
به دنبال این حمله، کاوشگری برای تعیین مسئولیت حمله آغاز شد. تسوتان تسوتانوف، وزیر کشور بلغارستان گفت که تحقیقات ممکن است سالها به طول انجامد. در ۱۲ آگوست، یک تحقیق در مورد این حمله نتیجه گرفت که عامل آن یک بمب‌گذار انتحاری بوده‌است، که این نظریه‌های احتمالی دیگر مانند قاچاقچی مواد مخدر بودن را رد می‌کند. در ۱۷ اوت، تسوتانوف گفت که این تحقیق نشان می‌دهد که یک کشور یا سازمان تروریستی مسئول بمب‌گذاری در اتوبوس است، اما از مظنونان نام نبرد.

### شرح

طرحی توسط مقامات بلغارستان از شخصی که گمان می رود همدست یا خود بمب گذار است

در ۱۹ ژوئیه، تسوتانوف اظهار داشت که مهاجم مظنون قبل از انفجار حدود یک ساعت روی نوار دوربین امنیتی در نزدیکی اتوبوس دیده می‌شود و وی دارای گواهینامه جعلی رانندگی از ایالت میشیگان آمریکا است. بمب‌گذار مشکوک به عنوان یک مرد سفیدپوست با موهای بلند و عینک توصیف شده‌است.
دادستان بورگاس، کالینا چاپکانووا، شاهدانی را نقل کرد که گفتند مهاجم «با لهجه کمی انگلیسی صحبت کرد» و به نظر عرب بود، در حالی که همسر صاحب یک سرویس اجاره اتومبیل گفت که مطمئن است مهاجم عرب تبار بوده و سر تراشیده داشت. دادستان‌های بلغارستان گفتند که مهاجم دارای موهای کوتاه بود، در حالی که در تصاویر گرفته شده توسط دوربین امنیتی در فرودگاه او با موهای بلندی دیده شد، در حالی که یک شاهد گفت به نظر می‌رسید مجرم یک کلاه گیس به سر دارد. شاهدان دیگر گفتند که آنها دیدند مرتکب در روزهای قبل از حمله با گردشگران در سواحل محلی صحبت می‌کند و یکی از شاهدان گفت که این مرد به گروهی از گردشگران گفت مادرش هلندی و پدرش ایرانی است.
در ۲۴ ژوئیه، نخست‌وزیر بلغارستان، بویکو بوریسوف گفت که گروه پیچیده‌ای از توطئه گران که حداقل یک ماه را در بلغارستان قبل از بمب‌گذاری گذرانده‌اند، مسئول حمله تروریستی هستند، و سوظن‌هایی که عامل جنایت تنها نبوده، تأیید کرد. نخست‌وزیر گفت که افرادی که در این بمب‌گذاری شرکت داشتند از وسایل نقلیه اجاره ای استفاده کرده و در شهرهای مختلف حرکت کردند تا با هم دیده نشوند. وی افزود که عاملان این امر «فوق العاده ماهر» بوده و آنها تحت «قوانین سخت توطئه» عمل کردند. نخست‌وزیر گفت که مقامات معتقدند وی ممکن است از یک کشور اروپایی در منطقه سفر بدون گذرنامه شینگن به بلغارستان پرواز کرده باشد که بلغارستان هنوز عضو آن نیست و کشور در حال تحقیق و تفحص در این زمینه با حضور مقامات سایر کشورهای اروپایی است. نخست‌وزیر افزود که نمونه‌های DNA مهاجم انتحاری با همه سرویس‌های امنیتی شریک به اشتراک گذاشته شده‌است، اما هنوز هیچ تطابقی در پایگاه داده آنها یافت نشد. مقامات امنیتی اروپا همچنین گفتند که تصاویر بمب‌گذار انتحاری هنوز با هیچ‌یک از پایگاه‌های اطلاعاتی آنها مطابقت نداشته‌است، اما ممکن است بمب‌گذار انتحاری در لیست مراقبت نبوده باشد.
در ۵ فوریه ۲۰۱۳، گزارش شد که مظنون یک تبعه دو نفره کانادایی-لبنانی است و در لبنان زندگی می‌کند.
در ۱۸ ژوئیه ۲۰۱۴، بلغارستان اعلام کرد که آنها بمب‌گذار را به عنوان محمد حسن الحسینی، شهروند لبنانی-فرانسوی ۲۵ ساله از طریق آزمایش DNA شناسایی کرده‌اند.

### مشارکت کنندگان

همدست ادعایی در این حمله تروریستی

در ۱۶ آگوست، مقامات بلغارستان تصویری رایانه ای از یک همدست مظنون را منتشر کردند و گفتند: «اطلاعاتی در رابطه با ارتباط این مرد با حمله تروریستی در فرودگاه وجود دارد.» مقامات تصور می‌کردند که این متعلق به بمب‌گذار انتحاری است، اما با بازسازی صورت مشخص شد که این چنین نیست و احتمال همدستی را مطرح کرد. مقامات گفتند که ممکن است همدست مشکوک در هنگام برنامه‌ریزی برای حمله تروریستی از نام‌های مستعار مختلفی استفاده کرده باشد و از مجوز رانندگی جعلی ثبت شده به «رالف ویلیام ریکو» از گراند راپیدز، میشیگان استفاده کرده‌است.
در ۲۱ آگوست، مردی از پلوودیف، بلغاری جنوبی، گفت که وی همدست مظنون را شناخته و به گفته وی پنج سال با او کار کرده، او اضافه کرد که همدست یک بلغاری است که با افرادی که تبلیغ افراط گرایی اسلامی دارند درگیر شده‌است. گزارشی در مطبوعات بلغارستان گزارش داد که پلیس بلغارستان نیز در حال بررسی این سرنخ است.
در اواخر ماه اوت، از طرف دولت بلغارستان، پلیس بین‌الملل سعی در کمک گرفتن از کشورهای عضو برای شناسایی یکی از مظنونان در تحقیقات داشت، و در وب سایت خود تصویری از همدست ادعایی را منتشر کرد، و از هر کسی که اطلاعاتی در مورد هویت خود داشت، خواستار شد به مقامات اطلاع دهند. تصاویر ارسال شده حاوی یک نسخه از گواهینامه جعلی رانندگی است که به نظر می‌رسد مظنون کلاه گیس به دست دارد. اینترپل مظنون را احتمالاً منشأ خاورمیانه ای، ۱٫۷۰–۱٫۷۵ متر قد و مو و چشم‌های قهوه ای تیره توصیف کرد که انگلیسی را با لهجه صحبت می‌کند.
در ماه اکتبر، نخست‌وزیر اعلام کرد که تروریست عامل حمله حداکثر ۵ همدست دارد که همه آنها خارجی بودند و این حمله تروریستی به مدت یک سال و نیم در خارج از بلغارستان طراحی شده‌است.

### حزب‌الله و ایران
بلافاصله پس از حمله، بنیامین نتانیاهو نخست‌وزیر اسرائیل حزب‌الله لبنان به انجام این حمله با حمایت ایران متهم کرد. نتانیاهو قول داد که اسرائیل «واکنش قاطعی [در برابر این] هجوم تروریستی جهانی ایران» نشان خواهد داد. رئیس‌جمهور اسرائیل شیمون پرز قول داد که علیه «سایت‌های تروریستی ایرانی» در سراسر جهان تلافی کند. ایران مسئولیت این عمل را رد کرد. سخنگوی وزارت امور خارجه ایران اتهام نتانیاهو مبنی بر اینکه "بمب گذاری توسط حزب‌الله به عنوان وکالت برای ایران انجام شده " را "بی اساس" رد کرد.
در ۱۹ ژوئیه، نیویورک تایمز گزارش داد که مقامات ایالات متحده عامل انتحاری را به عنوان عضوی از حزب‌الله لبنان شناسایی کردند. یک مقام ارشد ناشناس به نیویورک تایمز گفت که بمب‌گذار دارای گواهینامه جعلی رانندگی در میشیگان است، اما هیچ نشانه ای مبنی بر ارتباط وی با ایالات متحده وجود ندارد. وی افزود که مهاجم «تحت هدایت گسترده» برای ضربه زدن به اهداف اسرائیلی فعالیت می‌کرد در صورت بروز فرصت‌ها و این راهنمایی‌ها از ایران به حزب‌الله داده می‌شد که از حزب‌الله به عنوان نماینده استفاده می‌کند. دو مقام ناشناس دیگر افزودند که حزب‌الله پشت بمب‌گذاری است، اگرچه از ارائه اطلاعات بیشتر خودداری کردند. یکی از مقامات مصاحبه شده برای توضیح اینکه چرا آنان فکر می‌کنند بمب‌گذار از حزب‌الله است، امتناع ورزید.
اگرچه ایران بارها حمایت از حملات ستیزه‌جویان در خارج را انکار کرده، اما گزارش تحلیلگران اطلاعات اداره پلیس شهر نیویورک گفت که بمب‌گذاری انتحاری در بورگاس دومین نقشه ای بود که امسال پوشانده شد و مظنون است که حمله توسط حزب‌الله و / یا ایران انجام شده‌است. این گزارش ۹ نقشه در سال ۲۰۱۲ در کشورهای مختلف را به ایران یا پروکسی‌های آن مرتبط کرد. در همان روز، تسوتانوف گزارش‌های رسانه ای مبنی بر اینکه این یک سلول محلی حزب‌الله بود را تکذیب کرد و گفت که این احتمال مورد بحث قرار نگرفته‌است. وی افزود که بمب‌گذار یک تبعه خارجی بود که حداقل چهار روز در این کشور بوده‌است و بلغارستانی نبود و همچنین محققان چندین هدف را دنبال می‌کردند، از جمله اینکه یک همدست وجود داشت. با این حال، به گفته ولادیمیر شوپوف، دانشمند علوم سیاسی در دانشگاه جدید بلغارستان، "برای بلغارستان کوچک، بیرون آمدن و نام بردن از حزب‌الله به صورت آشکار، مثل ورود به یک محوطه مین است، تقریباً باید یقین کامل وجود داشته باشد "
در تاریخ ۳۱ ژوئیه، یکی از اعضای تشکیلات امنیتی بلغارستان به نیویورک تایمز گفت که این حمله «در جهت مشخصی حزب‌الله را به عنوان حمله کننده نشان می‌دهد»، مثل الگوی حمله، همچنین شواهد حمله وجود دارد. دبیر مطبوعاتی کاخ سفید جی کارنی اظهار داشت: «مسلماً این مسئله وجود دارد که حزب‌الله و ایران بازیگران بدی بوده‌اند، به عنوان یک مسئله کلی، اما ما در حال حاضر در موقعیتی نیستیم که بتوانیم در مورد مسئولیت اظهارنظر کنیم.» پنتاگون گفت که «نشانه‌های متمایز حزب‌الله» در ارتباط با حمله در بورگاس وجود دارد، اگرچه در آن زمان آنها نمی‌توانستند «قاطعانه» مسئولیت حمله را اعلام کنند.
در تاریخ ۹ آگوست، نیویورک تایمز گزارش داد که در دو ماه منتهی به حمله تروریستی، سرویس‌های اطلاعاتی اسرائیل تماس‌های تلفنی زیادی را بین بورگاس و لبنان رهگیری کردند که سه روز قبل از بمب‌گذاری به‌طور قابل توجهی افزایش یافت. یک مقام اسرائیلی گفت: «ما منابع لبنان را می‌شناسیم، هرچند هویت آن طرف بلغارستان را نمی‌دانیم.» نیویورک تایمز همچنین گفت که مقامات آمریکایی و بلغاری از ارزیابی اسرائیل از این پرونده پشتیبانی می‌کنند، اما این را به صورت علنی اعلام نمی‌کنند. این روزنامه همچنین گزارش داد که یک مقام اطلاعاتی آلمان گفت که در مورد مشارکت حزب‌الله در حمله تروریستی تردید وجود دارد و به احتمال زیاد از عاملان با برخی از ارتباطات با حزب‌الله توسط ایران استفاده می‌شود.
در ۲۸ آگوست، روزنامه الجمهوریا در لبنان گزارش داد که بلغارستان «متمایل به» اعلام کردن حزب‌الله به عنوان مسئول حمله تروریستی است. ایران مسئولیت حمله را رد کرده‌است.
پس از جایگزینی دولت جناح راست میانه بلغارستان به رهبری سوسیال دموکرات، اطمینان در مورد این اتهامات کاهش یافت.

### پایگاه جهاد
در ۲۱ ژوئیه، گروهی ناشناخته به نام «پایگاه جهاد» در بیانیه ای که در یک سایت خبری لبنان ظاهر شد، مسئولیت حمله را بر عهده گرفت. با این حال سخنگوی وزارت امور خارجه بلغارستان مسئولیت این گروه را انکار کرد.

### مهدی قزالی
چند روز پس از حمله، منابع خبری بلغارستان اطلاعاتی را منتشر کردند که ادعا می‌کرد بمب‌گذار یک شهروند سوئدی و اسیر سابق مهدی قزالی در خلیج گوانتانامو بوده‌است. مقامات سوئد و بلغارستان صحت این گزارش‌ها را انکار کردند و مقامات ایالات متحده گفتند که هیچ مدرکی مبنی بر مسئولیت قزلعلی وجود ندارد.
در اوایل اکتبر ۲۰۱۲، روزنامه 24 Chasa کشور بلغارستان به مصاحبه با یک رهبر مبارز سلفی تندرو به اسم عمر بکری محمد دسترسی پیدا کرد، او گفت که وی مظنون را مهدی قزالی می‌داند. باکری پس از انتشار اخباری مبنی بر ارتباط قزعلی با حمله، گفت که وی "برادرانم در انگلیس" را فراخوانی کرده تا هویت این مرد را تعیین کند و به او گفت که این مهدی قزالی است. بعلاوه، باکری گفت که سازمان رادیکال وی، المهاجرون، قصد پرداخت خسارت به مصطفی کیوسف، راننده مسلمان اتوبوس را داشت که در جریان حمله کشته شد، اما بعداً تصمیمش عوض شد و گفت "به مسلمانان اخطار داده می‌شود که اگر آنها نمی‌خواهند صدمه ببینند. " باکری همچنین ادعا کرد که بلغارستان و اروپای شرقی قلمرو اسلامی محسوب می‌شود.

### محکومیت
در سپتامبر سال ۲۰۲۰، یک دادگاه بلغاری محکوم غیابی دو مرد به زندگی در زندان در ارتباط با بمب‌گذاری. نفر اول ملیاد فرح، دو تابعیتی لبنانی-اتریشی بود، در حالی که نفر دوم حسن الحاج حسن، لبنانی-کانادایی بود. محل نگهداری هر دو نفر ناشناخته بود و به همین دلیل در اخطار قرمز اینترپل قرار گرفتند.

## واکنش‌ها
حمله تروریستی در بورگاس توسط دولت‌ها و سازمان‌های فراملی در سراسر جهان نکوهش شد. کریستالینا جورجیوا ، کمیسر وقت کمک‌های بشردوستانه اتحادیه اروپا بلغارستان، شوک و اندوه خود را ابراز کرد. نخست‌وزیر بویکو بوریسف با بنیامین نتانیاهو نخست‌وزیر اسرائیل تماس گرفت و تسلیت خود را در مورد این حمله ابراز کرد. وزیر امور خارجه نیکولای ملادنف این حمله را محکوم کرد اما گفت که نتیجه‌گیری زودهنگام اشتباه است.
روز بعد از حمله پارلمان بلغارستان به اتفاق آرا بیانیه ای را صادر و این حمله تروریستی را محکوم کرد و از مقامات مربوطه خواست تا همه اقدامات را برای دستگیری و محاکمه عاملان حمله انجام دهند. دفتر رئیس مفتی، رهبر اصلی مسلمان بلغارستان، حمله تروریستی را محکوم کرد و به خانواده‌های قربانیان تسلیت گفت. این دفتر «احتمال مسلمان بودن چنین افرادی» را منتفی دانست.
در سراسر جهان، دولت‌های خارجی حمایت و همبستگی خود را با شهروندان و مقامات بلغارستان و اسرائیل ارائه داده و به قربانیان تسلیت گفته‌اند. دبیرکل سازمان ملل متحد بان کی مون این حمله را به «شدیدترین حالت ممکن» محکوم کرد و تسلیت گفت، و شورای امنیت سازمان ملل متحد به اتفاق آرا حمله در بورگاس را به عنوان یک حمله تروریستی محکوم کرد و همچنین ابراز همدردی کرد.

## اثرات
پس از حمله، فرودگاه سارافوو بسته شد و پروازها به فرودگاه وارنا هدایت شدند. شرکت هواپیمایی اسرائیلی ال عال پرواز خود از تل آویو به صوفیه را که قرار بود ساعت ۱۶:۰۰ به وقت گرینویچ انجام شود ، لغو کرد. خدمات ارتش، مراسمی را به احترام قربانیان در فرودگاه بین‌المللی بن گوریون برگزار کرد. دو روز پس از حمله، آژانس‌های موساد و شاباک کشور اسرائیل، تیم‌هایی را به بلغارستان فرستادند تا به مقامات در شناسایی عامل کمک کنند. اینترپل تیمی از کارشناسان را برای بررسی این حمله تروریستی به بلغارستان فرستاد. دبیرکل اینترپل، رونالد نوبل گفت که اطلاعات مربوط به اوراق تقلبی ایالات متحده که عامل آن استفاده کرده، در صورت یافتن در پایگاه داده اینترپل، ضروری و دارای ارزش زیادی خواهد بود.
نیروی هوایی اسرائیل یک هواپیمای ترابری لاکهید سی-۱۳۰ هرکولس را به فرودگاه سارافوو فرستاد و در آنجا ۳۲ نفر از مجروحان را تحویل گرفت و آنها را برای مداوا به اسرائیل برد. دومین هواپیمای C-130 اسرائیلی در صوفیه فرود آمد و متخصصان سازمان ستاره داوود سرخ جهت ارزیابی مجروحان باقیمانده و قضاوت در مورد اینکه آیا پرواز آنها به خانه ایمن است، فرستاده شدند. این مأموریت شامل پرسنل پزشکی نظامی، اعضای واحد ۶۶۹، افسران فرماندهی جبهه داخلی، به همراه کادری از افسران ارتش اسرائیل بود. پرسنل زاکا نیز برای شناسایی صحیح اجساد به بلغارستان اعزام شدند. در فرودگاه بین‌المللی بن گوریون، ۲۴ دستگاه آمبولانس و پزشکی برای اطمینان از انتقال سریع مجروحان به بیمارستان‌های محلی در بدو ورود مستقر شدند.
واشینگتن پست در سرمقاله ۲۰ ژوئیه تیتر زد «ایران را مسئول حملات تروریستی بدانیم» که در آن واشینگتن پست گفت که ایران باید به خاطر اقدامات تروریستی جهانی خود رنج ببرد، و «شورای امنیت باید شواهد فراوان مربوط به دخالت سپاه پاسداران و حزب‌الله در حملات امسال را بررسی کند و هم این گروه‌ها و هم دولت ایران را با تحریم‌ها مجازات کند.» این روزنامه نوشت «تهران با استفاده از قلمرو کشورهای جهان، گاهی از طریق گروه‌های نیابتی مانند حزب‌الله لبنان و گاهی با نیروهای خود کار می‌کند، نه تنها دیپلمات‌های دشمنانی مانند اسرائیل و عربستان بلکه غیرنظامیان را هدف قرار داده‌است»
در ماه آگوست، گزارش شد که پلیس یونان از حمله مشابه به گردشگران اسرائیلی قبل از سفر رئیس‌جمهور اسرائیل شیمون پرز به یونان ترسیده‌است. براساس این گزارش، پلیس سطح هشدار را افزایش داده و اطلاعات یونان در تماس مداوم با موساد است.

### امنیت بلغارستان و اسرائیل
حدود ۷۰ اسرائیلی که از حمله نجات یافتند، بلافاصله با هواپیمای بلغاری به خانه منتقل شدند.
شهردار یوردانکا فانداکووا از صوفیه دستور حضور شدید پلیس در همه مکانهای عمومی مرتبط با جامعه یهودیان را صادر کرد که تعداد آنها حدود ۵۰۰۰ نفر است.
روز بعد از حمله، اسرائیل امنیت را در پیشخوان‌های فرودگاه ال عال و سفارتخانه‌های سراسر جهان تقویت کرد، تأخیر پرواز تا ۵–۶ ساعت در فرودگاه بن گوریون گزارش شد. مقامات موساد و شین بت در همان روز جلسه ای تشکیل دادند تا در مورد هماهنگی‌های آینده بحث کنند و سطح تهدید را در کشورهای مختلف جهان ارزیابی کنند.
در ۲۲ ژوئیه، مدیر موساد، تامیر پاردو و شاباک (مدیر آژانس امنیت داخلی) یورام کوهن، به کابینه اسرائیل در مورد اقدامات آژانس‌های اطلاعاتی علیه تروریسم توسط ایران و حزب‌الله که در سراسر جهان انجام شده یا توسط آنها برنامه‌ریزی شده، در اختیار هیئت دولت اسرائیل قرار دادند. (بر اساس ارزیابی آژانس‌های اطلاعاتی). پاردو و کوهن گفتند که ایران و حزب‌الله طی دو سال قبل از حمله اقدام به انجام حملات تروریستی در بیش از ۲۰ کشور کرده‌اند.
در سپتامبر ۲۰۱۲، گزارش شد که مأموران موساد اسرائیل و مأموران امنیت ملی بلغارستان (SANS) در آستانه تعطیلات یهودی روش هاشانا، که در روز صوفیه در سال ۲۰۱۲ برگزار می‌شود، با هم همکاری می‌کنند تا امنیت را در کنیسه‌ها، کلیساها، هتل‌ها و اطراف آن افزایش دهند. مأموران اطلاعاتی همچنین بر ترافیک در فرودگاه‌های صوفیه و بورگاس نظارت خواهد کرد. اگرچه دفتر مبارزه با تروریسم اسرائیل مشاوره سفر به بلغارستان را صادر نکرد، اما از مقامات بلغارستان، تایلند، یونان و قبرس خواسته شد تا امنیت اطراف گردشگران اسرائیلی را قبل از تعطیلات عالی یهودیان تقویت کنند.

### تلاش‌های امدادی بشردوستانه
ستاره داوود سرخ، خدمات فوریت‌های پزشکی، فاجعه، آمبولانس و بانک خون اسرائیل هیئت‌هایی را برای کمک به زخمی‌ها به بلغارستان فرستاد. اولین گروه در شب حمله وارد شد. صبح روز بعد، دو هواپیمای لاکهید سی-۱۳۰ هرکولس نیروی هوایی اسرائیل در بورگاس فرود آمد تا اسرائیلی‌های مجروح در حمله تروریستی روز چهارشنبه را به اسرائیل منتقل کند.
کالینا کروماوا، جوانترین نماینده پارلمان بلغارستان، ۲۷ ساله، با شلوار جین و صندل در کنار مجروحان تحت معالجه، خود را سریع به بیمارستان رساند و در طول شب در کنار تیم‌های کمک اسرائیلی در آنجا ماند. وی از آنجا که بسیاری از کارکنان بیمارستان انگلیسی صحبت نمی‌کردند، در ترجمه برای تیم‌های امدادی و برقراری ارتباط با مجروحان کمک می‌کرد. پروفسور گابی بارباش، رئیس مأموریت نجات اسرائیل، گفت: «بدون او ما کر و لال می‌شدیم.»
بعد از ظهر روز بعد از حمله، یک هواپیمای نظامی با خیال راحت ۳۲ اسرائیلی را که زخمی شده بودند به اسرائیل بازگرداند. در آن شب، یک فروند C-130 که به صوفیه فرستاده شده بود، با سه اسرائیلی که در جریان حمله دچار جراحات جدی شدند، به اسرائیل بازگشت.

### روابط بلغارستان و اسرائیل
نوح گال گندلر، سفیر سابق اسرائیل در بلغارستان، گفت که روابط اسرائیل و بلغارستان در حال حاضر بسیار خوب است و حمله این وضعیت را تغییر نخواهد داد. گال گندلر گفت که مقامات بلغارستان وحشت زده و شوکه شده‌اند.
در تلاش برای تقویت روابط گردشگری بین بلغارستان و اسرائیل پس از حمله تروریستی، استاس میسژنیکوف وزیر گردشگری اسرائیل به همراه هیاتی از اعضای برجسته بخش گردشگری اسرائیل به بلغارستان سفر کرد و با نخست‌وزیر بلغارستان بویکو بوریسوف و رئیس‌جمهور روسن پلونلیف دیدار کرد. در یک کنفرانس مطبوعاتی، میزنژنیکوف، بوریسوف و پلونلیف اعلام کردند که دو کشور همکاری‌های استراتژیک خود را در زمینه گردشگری و امنیت تقویت می‌کنند. میزنژنیکوف همچنین در محل بمب‌گذاری مراسم یادبودی برگزار کرد. میزنژنیکوف تأکید کرد که «تروریسم زندگی ما را مختل نخواهد کرد و آرزوهای ما را متوقف نخواهد کرد» و اسرائیلی‌ها را به ادامه سفر تشویق کرد و گفت: «گردشگری پلی برای صلح است.» وی همچنین از دولت بلغارستان برای همکاری و «برخورد فداکارانه پس از حمله فاجعه تروریستی» تشکر کرد.
در تاریخ ۲۵ اوت، وزیر انرژی و اقتصاد بلغارستان دلیان دوبروف گفت که علی‌رغم کاهش موقتی گردشگران از اسرائیل به بلغارستان، وضعیت به حالت عادی بازگشت. دوبروف اعلام کرد که ۲۸ پرواز چارتر از اسرائیل یک هفته قبل از اعلامیه خود به بلغارستان رسیدند، که نشان می‌دهد جریان گردشگران به‌طور کامل برقرار شده‌است. دوبروف همچنین اظهار داشت که این ترمیم نتیجه سفر میشژنیکوف به بلغارستان و همچنین یک کار تبلیغاتی برای بلغارستان توسط چهار بزرگترین چاپ چاپی اسرائیل و مصاحبه در کانال‌های تلویزیونی محلی است.
به منظور نشان دادن وحدت پس از حمله تروریستی، دولت‌های اسرائیل و بلغارستان در سپتامبر ۲۰۱۲ در بیت‌المقدس در اسرائیل دیدار کردند. نخست‌وزیر بلغارستان بویکو بوریسوف به همراه ۱۲ از ۱۶ وزیر برای دیدار مشترک بین دو دولت از اسرائیل بازدید کردند. علاوه بر این، بوریسوف ملاقات‌های یک به یک با بنیامین نتانیاهو نخست‌وزیر اسرائیل و شیمون پرز رئیس‌جمهور اسرائیل داشت.
در جلسه دیگری در اکتبر ۲۰۱۲، رئیس‌جمهور اسرائیل، شیمون پرز، رئیس‌جمهور بلغارستان، روزن پلونلیف، و وزیر امور خارجه نیکولای ملادنف را از حمله تروریستی ستود، در حالی که رئیس مجلس کنست، رووین ریولین، خانواده راننده کشته شده اتوبوس را به اسرائیل دعوت کرد. پرز از بلغارستان به خاطر نجات یهودیان در جریان هولوکاست و ادامه حمایت از اسرائیل پس از حمله تروریستی تشکر کرد. پلونلیف گفت که «اسرائیل و بلغارستان با هم با وحشت و شر مبارزه خواهند کرد.»

## مراسم بلغاری
در اواخر اوت ۲۰۱۲، بلغارستان مراسم بزرگداشت قربانیان حمله تروریستی را برگزار کرد. دو مراسم برگزار شد، یکی از آنها در بزرگترین کنیسه صوفیه برگزار شد که یک کشتی شامل نام قربانیان، آماده کرد و مراسم دیگری در بورگاس برگزار شد. گروه‌های اسرائیلی با نگهبانان و واحدهای سگ پلیس همراه بودند و امنیت شدید بود. بسیاری از خانواده‌های قربانیان حمله در این مراسم شرکت کردند و با رئیس‌جمهور بلغارستان روزن پلونلیف، نخست‌وزیر بلغارستان، بویکو بوریسوف و وزیر گردشگری بلغارستان دلیان دوبرو دیدار کردند و همچنین در خانه سفیر اسرائیل در بلغارستان شاول کامیسا میزبانی شدند.
در این مراسم، آژانس یهودی برای اسرائیل (JAFI) گفت که این خانواده شامل خانواده مصطفی کیوسف، راننده مسلمان اتوبوس که در این حمله کشته شد، از جمله دریافت کنندگان کمک‌های صندوق قربانیان ترور است. کمک مالی ۱۵۰۰ دلاری به کیوسوف اهدا شد تا «مبارزات مالی آنها را کاهش دهد و همبستگی مردم یهود را با از دست دادن آنها نشان دهد».
وزیر امور استراتژیک اسرائیل، موشه یاالون، نیز در این مراسم صحبت کرد و گفت:
ده‌ها نفر به دلیل یهودی بودن و اسرائیلی بودنشان زخمی شدند. هر قربانی یک جهان کامل را نشان می‌دهد، یک داستان زندگی کوتاه است، رویاهایی که تحقق نخواهد یافت. تروریسم تفاوتی بین خون و خون و از فردی به فرد دیگر قائل نیست. قاتلین سعی می‌کنند برای حمله به یهودیان و اسرائیلی‌های بی گناه به هر مکانی در جهان بروند و هنگام اجرای اقدامات خود در کشتن هر کسی که مانع آنها شود دریغ نخواهند کرد. "
تروریست‌های خون گیر بین خون یک شخص یا دیگری تمایز قائل نمی‌شوند. این قاتلان سعی در حمله به یهودیان و اسرائیلی‌های بی گناه دارند و آنها به هر نقطه از جهان سفر می‌کنند و هر کسی که مانع راه او شود را می‌کشند تا این کار را انجام دهند. [ما] عاملان این اقدام ترور زننده را به هر طریقی که لازم باشد شکار خواهیم کرد … و آنها را تا پایان تلخ دنبال خواهیم کرد.